# Кейдио ап Эйнион
Кейдио ап Эйнион (валл. Ceidio ap Einion; около 488 — около 550) — король Северного Солуэя (около 505 — около 550); старший сын и наследник Эйниона ап Мора. По другой версии сын брата Эйниона - Артура

## Биография
После того как отца Кейдио ап Эйниона в 495 году убили англы, они захватили Эбрук. Однако вскоре на них напал Артуис ап Мор, осадил в крепости, а затем изгнал захватчиков.
После смерти Артуиса, скончавшегося около 500 года, титул короля Эбрука отошел к Элифферу ап Эйниону, который был сыном Артуиса и двоюродным братом Кейдио. Кейдио и его брат Рин были изгнаны из Эбрука.
Приблизительно в 505 году Кейдио создал к северу от Регеда своё государство, которое позже стало называться Каер Гвенддолеу. После этого у Кейдио были напряженны отношения с Элиффером, так как Кейдио имел больше прав на Эбрук.
В середине VI века Кейдио умер, ему наследовал его старший сын Гвенддолеу.